# Hell (Album)
Hell ist das dreizehnte Studioalbum der deutschen Rockband Die Ärzte, das am 23. Oktober 2020 veröffentlicht wurde.

## Hintergrund
Am 21. August 2020 kündigten die Ärzte das Album offiziell an. Zeitgleich veröffentlichten sie die erste Singleauskopplung unter dem Titel Morgens Pauken. Die zweite Singleauskopplung True Romance wurde am 9. Oktober 2020 veröffentlicht und stieg eine Woche später direkt auf Platz eins der deutschen Singlecharts ein, womit sie zum fünften Nummer-eins-Hit der Ärzte in Deutschland avancierte. Die dritte Single Achtung Bielefeld wurde am 5. Februar 2021 veröffentlicht. Die vierte Single Ich, am Strand wurde am 14. Mai 2021 veröffentlicht.

## Verpackung und Inhalt
Die Verpackung zeigt Bela, Farin und Rod jeweils ohne Pupille und Iris in den Augen. Das Cover ist in schwarz-weiß gehalten, nur der Titel des Albums Hell ist in großgeschriebenen, orangefarbenen Buchstaben gehalten. Zudem ist das t im Schriftzug Die Ärzte spiegelverkehrt.

## Titelliste
1. E.V.J.M.F. – 1:43 (Musik: Rodrigo González / Text: Farin Urlaub)
2. Plan B – 3:19 (M/T: Farin Urlaub)
3. Achtung: Bielefeld – 3:34 (M/T: Bela B)
4. Warum spricht niemand über Gitarristen? – 3:22 (M/T: Farin Urlaub)
5. Morgens Pauken – 4:04 (M: Rodrigo González / T: Bela B)
6. Das letzte Lied des Sommers – 3:20 (M/T: Farin Urlaub)
7. Clown aus dem Hospiz – 3:05 (M/T: Bela B)
8. Ich, am Strand – 4:22 (M/T: Farin Urlaub)
9. True Romance – 2:50 (M/T: Farin Urlaub)
10. Einmal ein Bier – 1:59 (M/T: Bela B)
11. Wer verliert, hat schon verloren – 4:02 (M/T: Farin Urlaub)
12. Polyester – 4:08 (M/T: Rodrigo González)
13. Fexxo Cigol – 3:45 (M/T: Bela B)
14. Liebe gegen Rechts – 2:21 (M/T: Farin Urlaub)
15. Alle auf Brille – 3:29 (M/T: Bela B)
16. Thor – 2:28 (M/T: Farin Urlaub)
17. Leben vor dem Tod – 4:05 (M/T: Farin Urlaub)
18. Woodburger – 4:16 (M/T: Farin Urlaub)

### Single – Morgens Pauken
1. Morgens Pauken
2. Ein Lied für jetzt

### Single – True Romance
1. True Romance
2. Abschied
3. Rückkehr

### Single – Achtung: Bielefeld
1. Achtung: Bielefeld
2. Klaus, Peter, Willi und Petra („Filz ihn, Shorty!“ Version)
3. Tagesthemen-Melodie

### Single – Ich, am Strand
1. Ich, am Strand
2. Treffen sich zwei Punker
3. Ich, am Strand (Version)

## Rezeption

### Preise
Am 6. Oktober 2021 wurden die Ärzte für Hell mit dem Preis für Popkultur in der Kategorie „Lieblingsband“ ausgezeichnet, allerdings musste sich die Band den Preis mit den Giant Rooks und deren Werk Rookery teilen, da beide Alben die gleiche Punktzahl bei der Abstimmung erhalten hatten.

### Rezensionen
Naomi Webster-Grundl, freie Autorin für u. a. die TAZ und Rolling Stone, schreibt, dass das Album auch „schwache Momente“ habe, es sich jedoch an vielen Stellen anfühle, „wie nach Hause [zu] kommen“. Es mache „wieder Spaß, die Ärzte zu hören“.
Das Urteil der FAZ fällt ebenfalls positiv aus. Dort heißt es, das Album sei „grandios aufgemacht, sehr politisch und witzig“. Hinzu komme, dass es „in puncto Songwriting und Produktion besser klingt als alles, was sie seit 1998 veröffentlicht haben“.
Laut.de vergibt vier von fünf möglichen Sternen und bezeichnet das Album als „eine Feier der wieder erlangten Freundschaft und eine Rückkehr in die bessere musikalische Vergangenheit des Trios“. Alles in allem hinterlasse Hell „einen positiven Gesamteindruck, der trotz kleinerer Kinderkrankheiten an einer Sache keine Zweifel lässt: Hier spielen drei Typen, die wissen, was Attitüde ist“. Das Online-Magazin setzte das Album auf Rang 32 der „Alben des Jahres 2020“.
Oliver Götz vom Musikexpress nennt die Farin-Urlaub-Kompositionen Plan B, Wer verliert, hat schon verloren und Warum spricht niemand über Gitarristen? „Musterstücke ihrer Gattung“. Weiterhin heißt es: „Aber auch Bela streut im für ihn typischen Storyteller-Stil Songs dazwischen, die gerade kompositorisch zu seinen interessantesten Sachen überhaupt gehören.“

### Chartplatzierungen
Hell erreichte in Deutschland die Chartspitze der Albumcharts. Darüber hinaus erreichte das Album auch die Chartspitze der deutschen deutschsprachigen Albumcharts sowie der deutschen Downloadcharts. Für die Ärzte ist dies der 27. Charterfolg in den deutschen Albumcharts sowie ihr 21. Top-10-Erfolg und ihr zehntes Nummer-eins-Album. Im November 2020 belegten sie ebenfalls die Spitzenposition der deutschen Vinylcharts, was Hell zur verkaufsstärksten Schallplatte im Oktober machte. Die deutschen Vinylcharts führte die Band bereits zum zweiten Mal nach They’ve Given Me Schrott! – Die Outtakes an. In Österreich und der Schweiz erreichte das Album jeweils Rang zwei, wo es sich beide Male Letter to You von Bruce Springsteen geschlagen geben musste. 2020 belegte Hell Rang vier der deutschen Album-Jahrescharts sowie hinter Power Up (AC/DC) Rang zwei der deutschen Vinyl-Jahrescharts.
| ChartsChartplatzierungen | Höchstplatzierung | Wochen |
| ------------------------ | ----------------- | ------ |
| Deutschland (GfK)        | 1 (44 Wo.)        | 44     |
| Österreich (Ö3)          | 2 (12 Wo.)        | 12     |
| Schweiz (IFPI)           | 2 (13 Wo.)        | 13     |

| ChartsJahrescharts (2020) | Platzierung |
| ------------------------- | ----------- |
| Deutschland (GfK)         | 4           |
| Österreich (Ö3)           | 20          |
| Schweiz (IFPI)            | 18          |

| ChartsJahrescharts (2021) | Platzierung |
| ------------------------- | ----------- |
| Deutschland (GfK)         | 34          |